# Philip Nitschke
Philip Haig Nitschke (Ardrossan, 8 agosto 1947) è un medico australiano, fondatore e direttore di Exit International.
Ha sostenuto la proposta, convertita in legge, di eutanasia legale nel Territorio del Nord. Ha assistito quattro persone a porre fine alla loro vita, prima che la legge venisse abrogata dal governo federale. È autore dei libri: Killing Me Softly: Voluntary Euthanasia and the Road to the Peaceful Pill (2005) e The Peaceful Pill Handbook (2006).

## Opere
- Philip Nitschke e Fiona Stewart: Killing Me Softly: Voluntary Euthanasia and the Road to the Peaceful Pill, Exit International, 2005
- Philip Nitschke e Fiona Stewart: The Peaceful Pill Handbook, Exit International US Ltd, 2006